# هولدن وی‌اس کومودور

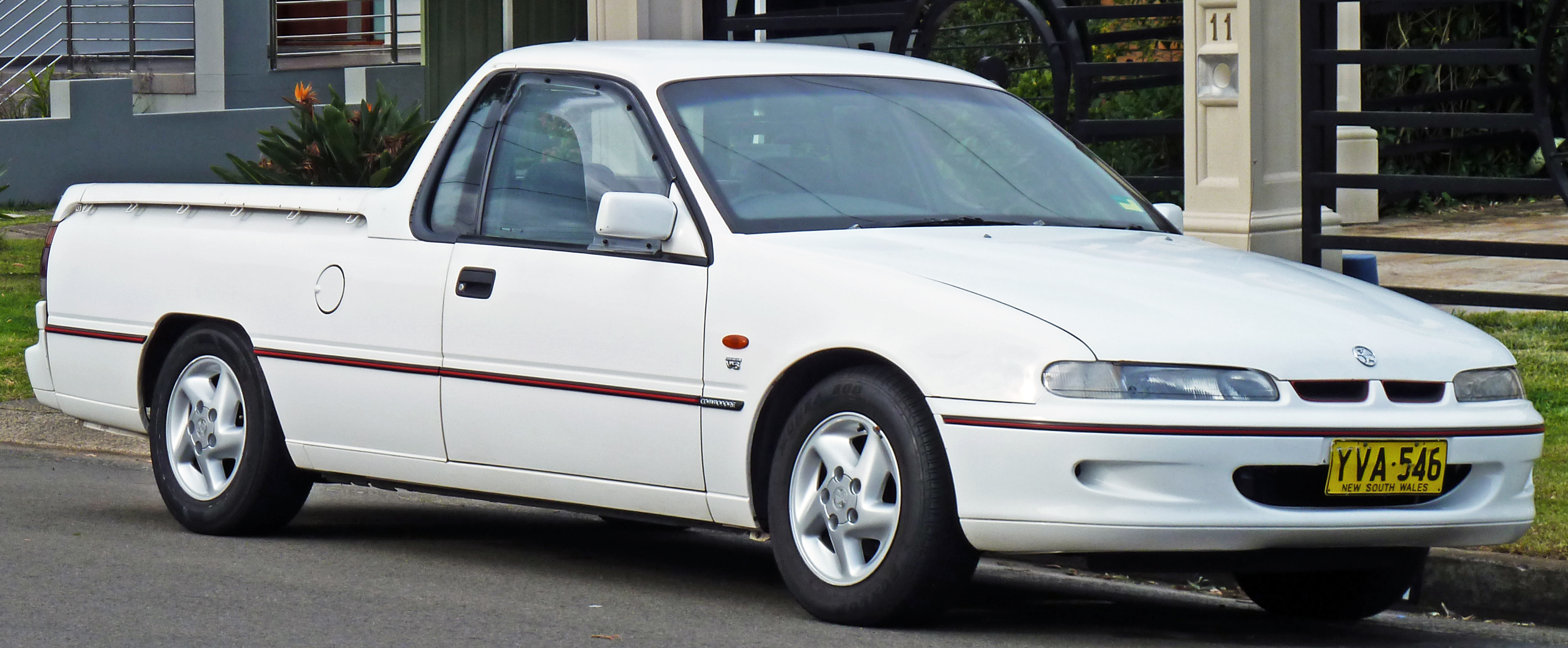

هولدن وی‌اس کومودور (Holden VS Commodore) خودرویی است که در سال‌های April ۱۹۹۵ تا August ۱۹۹۷در استرالیا تولید شده‌است.
این خودرو در کلاس خودرو سایز بزرگ قرار گرفته و طول آن در حالت طبیعی ۴٬۸۶۱ میلیمتر (۱۹۱٫۴ اینچ) است. سیستم جعبه‌دندهٔ آن ۵ دنده به دو صورت خودکار و دستی است.

## نگارخانه

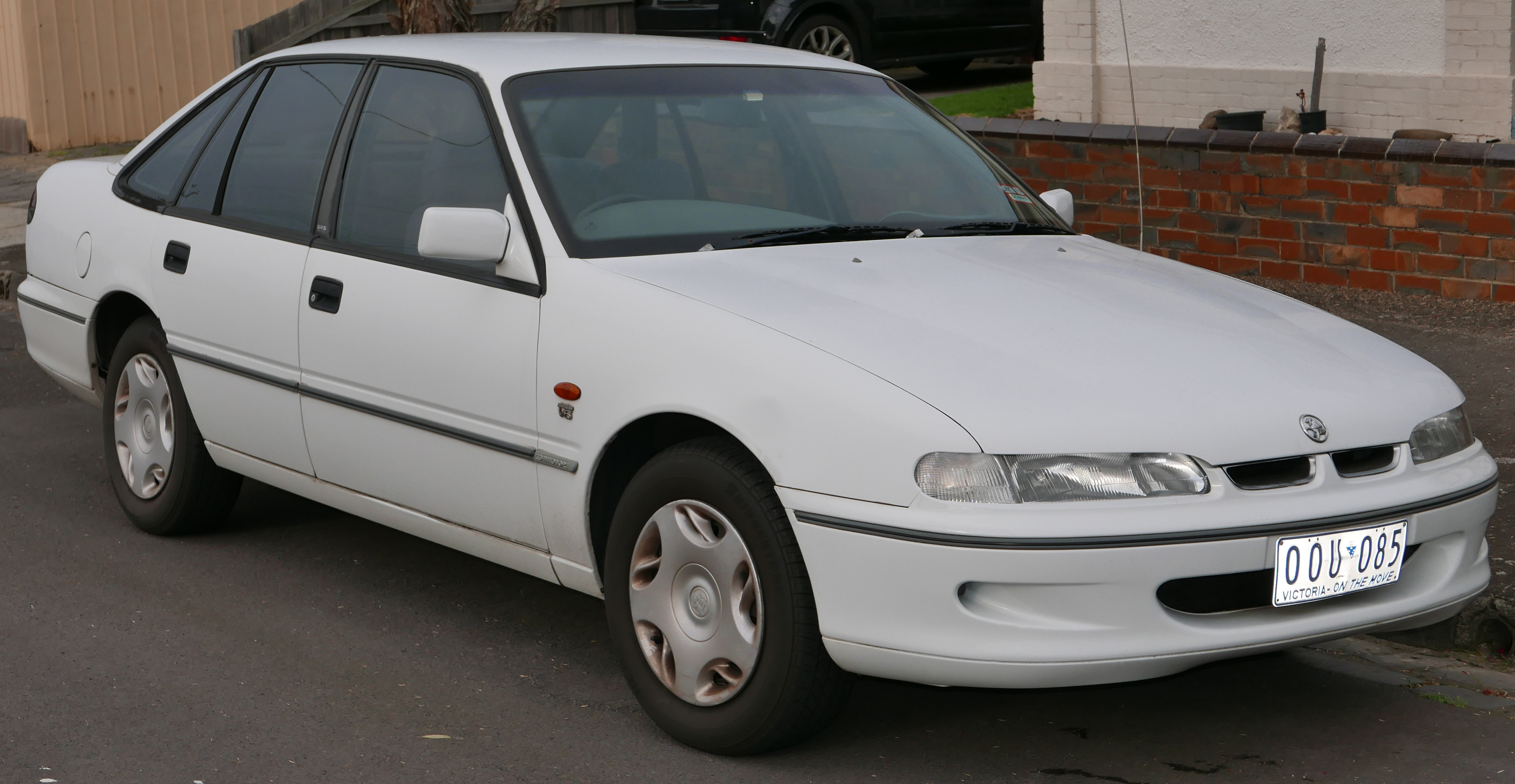
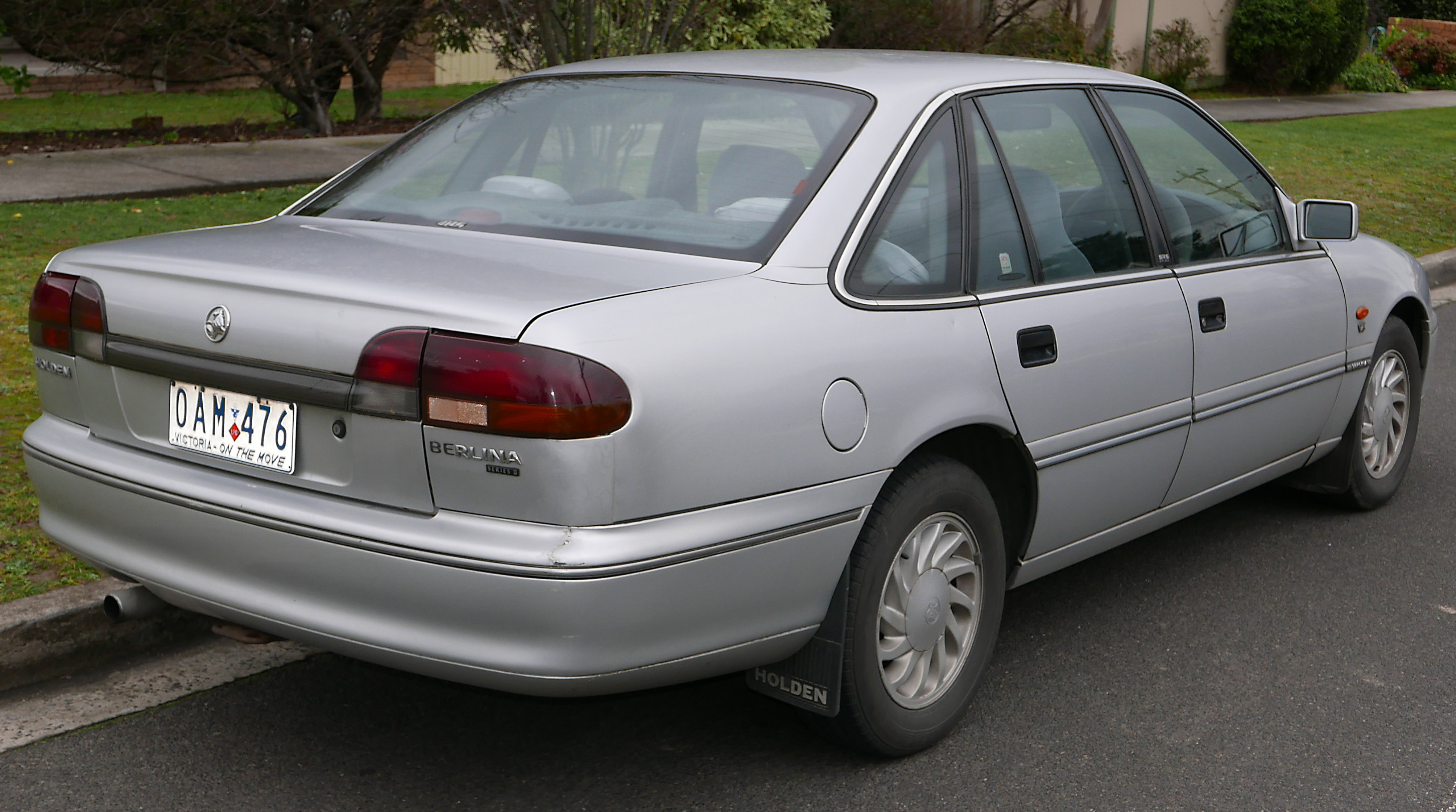
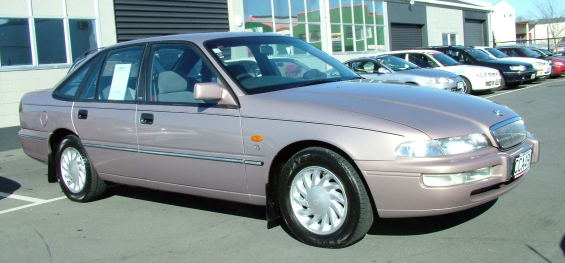